# Danilson da Cruz
Pour les articles homonymes, voir Cruz.
Ne pas confondre avec le graffeur Da Cruz
Danilson da Cruz Gomes, couramment appelé Danilson da Cruz est un footballeur international cap-verdien, né le 28 juin 1986 à Créteil (Val-de-Marne), qui évoluait au poste de milieu de terrain, reconverti entraîneur adjoint au FC Metz.

## Biographie

### Carrière de joueur
Natif de Créteil dans le Val-de-Marne, Danilson da Cruz est formé dans le club voisin du Lusitanos Saint-Maur. Évoluant dans des clubs semi-professionnels de la banlieue parisienne (VGA Saint-Maur, UJA Alfortville, Ararat Issy), il ne perce qu'en signant en 2009, pour l'US Créteil-Lusitanos où il joue 4 saisons en National avant de connaître sa première saison en Ligue 2 pour la saison 2013-14 à la suite de la promotion du club. 
Le joueur franco-cap-verdien est alors transféré au Red Star qui joue en National et où il s'impose rapidement. Après avoir remporté le Championnat de National 2014-15, il redécouvre la Ligue 2 pour la saison 2015-16 en tant que capitaine de son club.
Le 7 juillet 2016, le milieu récupérateur signe au Stade de Reims. Nommé capitaine de l'équipe par David Guion, il participe à la conquête du titre de Champion de France de Ligue 2 en 2018 et à la remontée en Ligue 1 des Rouges et Blancs.
Deux ans plus tard, jour pour jour, il quitte le Stade de Reims et s'engage pour deux saisons à l'AS Nancy-Lorraine. Lors de la saison 2018-2019, il est l'un des trois délégués syndicaux de l'UNFP au sein de l'AS Nancy-Lorraine. 

### Carrière internationale
Il fait ses débuts en équipe nationale du Cap-Vert, le 1er septembre 2017 face à l'Afrique du Sud, dans le cadre des éliminatoires de la Coupe du monde 2018.

### Reconversion
Il décide de mettre un terme à sa carrière le 10 juillet 2020. Arrivé en 2019 dans l’effectif concarnois, il reste néanmoins au club afin d'y occuper le poste d'entraîneur des U17. 
Lors de la saison 2022-2023, il suit au CNF Clairefontaine la formation au DESJEPS mention football. 

## Statistiques
| Saison                | Club                  | Championnat           | Championnat | Championnat | Coupe nationale | Coupe nationale | Coupe de la Ligue | Coupe de la Ligue | Total | Total |
| Saison                | Club                  | Division              | M.          | B.          | M.              | B.              | M.                | B.                | M.    | B.    |
| 2009-2010             | US Créteil-Lusitanos  | National              | 4           | 0           | -               | -               | -                 | -                 | 4     | 0     |
| 2010-2011             | US Créteil-Lusitanos  | National              | 3           | 0           | -               | -               | -                 | -                 | 3     | 0     |
| 2011-2012             | US Créteil-Lusitanos  | National              | 29          | 2           | 5               | 1               | -                 | -                 | 34    | 3     |
| 2012-2013             | US Créteil-Lusitanos  | National              | 37          | 4           | 2               | 1               | -                 | -                 | 39    | 5     |
| 2013-2014             | US Créteil-Lusitanos  | Ligue 2               | 23          | 1           | 3               | 0               | 3                 | 0                 | 29    | 1     |
| 2014-2015             | Red Star FC           | National              | 28          | 0           | 7               | 0               | -                 | -                 | 35    | 0     |
| 2015-2016             | Red Star FC           | Ligue 2               | 36          | 3           | 1               | 0               | 1                 | 0                 | 38    | 3     |
| 2016-2017             | Stade de Reims        | Ligue 2               | 30          | 2           | 2               | 0               | 1                 | 0                 | 33    | 2     |
| 2017-2018             | Stade de Reims        | Ligue 2               | 34          | 2           | -               | -               | 2                 | 0                 | 36    | 2     |
| Total sur la carrière | Total sur la carrière | Total sur la carrière | 224         | 14          | 20              | 2               | 7                 | 0                 | 251   | 16    |

## Palmarès
- Champion de France de National en 2013 avec l'US Créteil et 2015 avec le Red Star
- Champion de France de Ligue 2 en 2018 avec le Stade de Reims